# شوت تنیس
شوت تنیس انواع مختلفی از شوت‌ها (روش‌های ضربه زدن به توپ) وجود دارد که می‌توان آنها را به طرق مختلف دسته‌بندی کرد. سرویس ضربه اولیه یک نقطه است و معمولاً با استفاده از حرکت پرتاب بالای سر زده می‌شود. شوت‌هایی که در حین نقطه زده می‌شوند به دو دسته اصلی تقسیم می‌شوند: ضربه‌های زمینی که پس از پرتاب توپ زده می‌شوند و ضربه‌های رگباری که از هوا به بیرون زده می‌شود. هر دو ضربات زمینی و رگباری را می‌توان بیشتر به دو دسته فورهند یا بک هند طبقه‌بندی کرد، با این دسته‌بندی که توسط طرف بدنی که توپ به آن ضربه می‌خورد تعیین می‌شود.
انواع خاصی از ضربات زمینی و رگبار نام‌های خاصی دارند تا بازیکنان تنیس بهتر بتوانند در مورد امتیازاتی که بازی می‌کنند ارتباط برقرار کنند. لُب ضربه‌ای است که به زمین زده می‌شود و معمولاً با هدف ضربه زدن به بالای سر حریفی که روی تور قرار دارد، می‌باشد. یک ضربه پاس، ضربه ای است که روی تور از مقابل حریف هدایت می‌شود. اِسمَش (همچنین به عنوان «اوورهِد» نامیده می‌شود) یک تاب بالای سر است که برای ضربه زدن به توپ‌های شناور با سرعت بالا استفاده می‌شود. از حرکتی مشابه با سرویس استفاده می‌کند. دراپ شوت ضربه‌ای است که با حرکت آهسته انجام می‌شود، که معمولاً با چرخش پشتی انجام می‌شود و عمداً ضربه کوتاهی زده می‌شود، به این امید که توپ قبل از اینکه حریف مهاجم بتواند آن را پس بگیرد، دو برابر شود.
شات‌ها اغلب بر اساس جهت شان طبقه‌بندی می‌شوند. شوت کراس کورت ضربه ای است که از سمت چپ (یا راست) زمین یک بازیکن به سمت چپ (یا راست) زمین بازیکن دیگر (از دید هر بازیکن) ضربه می‌زند، به طوری که از طولی عبور کند. خط مرکزی دادگاه شوت از خط پایین ضربه ای است که کم و بیش موازی و نزدیک به یکی از خطوط کناری زده می‌شود، به طوری که هرگز از خط مرکزی عبور نمی‌کند.
شوت‌هایی که در طول یک نقطه بدون برگشت توپ زده می‌شود، رگبار نامیده می‌شود، در حالی که ضربه‌هایی که فقط یک ثانیه بعد از پرش توپ زده می‌شود، نیمه رگبار نامیده می‌شود.
اسلایس ضربه به زمین یا رگبار با چرخش پشتی است، در حالی که ضربه تاپ اسپین ضربه به زمین یا گاهی اوقات ضربه رگبار با تاپ اسپین است.
بنابراین شوت‌های تنیس را می‌توان بر اساس زمان ضربه (سرویس، ضربه به زمین، رگبار، نیمه رگبار)، نحوه ضربه زدن (اسمش، فورهند، بک هند، تخت، چرخش کناری، بلوک، اسلایس، ضربه تاپ اسپین) یا محل ضربه‌ای دسته‌بندی کرد. ضربه می‌زنند (لوب، شوت پاس، دراپ شات، شوت از زمین، شوت از روی خط).
تمام شوت‌هایی که از روی تور یا اطراف آن عبور می‌کنند و در هر جایی در محدوده زمین، خطوط شامل خطوط فرود می‌آیند (به استثنای سرویس‌هایی که باید داخل جعبه سرویس تعیین‌شده فرود بیایند)، خوب در نظر گرفته می‌شوند. شوت‌هایی که تور را لمس می‌کنند و سپس در منطقه تعیین شده خود فرود می‌آیند نیز خوب در نظر گرفته می‌شوند، به استثنای سرویس‌ها. سرویس‌هایی که پس از لمس شبکه در جعبه سرویس قرار می‌گیرند، سرویس اجازه نامیده می‌شوند و سرور به سادگی دوباره سرویس می‌دهد، بدون اینکه تأثیری بر امتیازدهی داشته باشد.

## سرو کنید
یک سرویس (یا به‌طور رسمی‌تر، یک سرویس) در تنیس یک ضربه برای شروع نقطه است. رایج‌ترین سرویس مورد استفاده، سرویس سربار است. با پرتاب توپ به هوا روی سر سرور و ضربه زدن به آن زمانی که بازو کاملاً دراز شده است (معمولاً نزدیک به راس مسیر حرکت خود) به سمت جعبه سرویس مورب مقابل بدون تماس با تور شروع می‌شود. سرور ممکن است از انواع مختلفی از سرویس استفاده کند: یک سرویس تخت، یک چرخش بالا، یک چرخش آمریکایی (یا ضربه)، یا یک سرویس برش. یک سرو به شدت تکه‌تکه شده گاهی اوقات ساید اسپین نامیده می‌شود. برخی از سرورها صرفاً برای شروع نقطه از سرویس استفاده می‌کنند. بازیکنان پیشرفته اغلب سعی می‌کنند با سرویس خود ضربه ای برنده بزنند. سرویس برنده ای که توسط حریف لمس نمی‌شود، آس نامیده می‌شود.

## فورهند
فورهند از سمت غالب بدن با چرخاندن راکت در جهتی که بازیکن می‌خواهد ضربه را قرار دهد زده می‌شود. به آن فورهند می‌گویند زیرا راکت طوری نگه داشته می‌شود که اگر بدون راکت به توپ ضربه بزند به کف دست شما برخورد می‌کند. این طرف مقابل یک بک هند است. در نظر گرفته می‌شود که تسلط بر آن ساده‌ترین ضربه باشد، شاید به این دلیل که طبیعی‌ترین ضربه است. بازیکنان مبتدی و پیشرفته اغلب فورهندهای بهتری نسبت به سایر شوت‌ها دارند و از آن به عنوان یک سلاح استفاده می‌کنند.
گیره‌های مختلفی برای اجرای فورهند وجود دارد و محبوبیت آنها در طول سال‌ها در نوسان بوده است. مهم‌ترین آنها قاره ای، شرقی و غربی است. تفاوت‌های کلیدی بین گیره‌ها زوایای مختلفی است که بین زاویه کف دست و زاویه صورت راکتی شما ایجاد می‌کنند. شما عادت دارید جهتی را که کف دست خود به آن رو به رو است را حس کنید، بنابراین کف دست شما شهودی‌ترین مبنای را برای تشخیص جهتی که راکت شما رو به آن است ایجاد می‌کند. برای چندین سال، بیل جانستون، بازیکن کوچک و ظاهراً ضعیف دهه ۱۹۲۰، به عقیده بسیاری، بهترین فورهند تمام دوران را داشته است، ضربه‌ای که با استفاده از یک چنگال غربی تا بالای شانه‌هایش زد. تعداد کمی از بازیکنان برتر پس از دهه ۱۹۲۰ از کنترل غربی استفاده کردند، اما در اواخر قرن بیستم، با تغییر اساسی تکنیک‌ها و تجهیزات شوت‌زنی، فورهند غربی بازگشتی قوی داشت و اکنون توسط بسیاری از بازیکنان مدرن استفاده می‌شود. مهم نیست که از چه دسته ای استفاده می‌شود، اکثر فورهندها معمولاً با یک دست که راکت را نگه می‌دارند اجرا می‌شوند، اما بازیکنان خوبی با فورهند دو دستی وجود داشته‌اند. در دهه‌های ۱۹۴۰ و ۵۰، بازیکن اکوادوری آمریکایی پانچو سگورا از فورهند دو دستی برای تأثیر مخرب در برابر بازیکنان بزرگ‌تر و قدرتمندتر استفاده کرد، و بسیاری از بازیکنان زن و جوان امروزه از ضربه دو دست استفاده می‌کنند.

## بک هند
ضربه بک هند از سمت غیر غالب بدن با آوردن راکت در سراسر بدن (نشان دادن پشت دست به حریف) و چرخاندن راکت از بدن خود در جهت جایی که بازیکن می‌خواهد توپ را به سمت آن بکشد، زده می‌شود. برو به‌طور کلی تسلط بر آن دشوارتر از فورهند در نظر گرفته می‌شود. می‌توان آن را با یک یا هر دو دست اجرا کرد. در بیشتر قرن بیستم با یک دست و با استفاده از یک دستگیره شرقی یا قاره ای اجرا می‌شد. اولین بازیکنان برجسته ای که از دو دست استفاده کردند، استرالیایی‌های دهه ۱۹۳۰ ویویان مک گرات و جان برومویچ بودند. بک هند دو دستی بیشتر مورد استفاده قرار می‌گرفت زیرا امکان دسترسی آسان به قدرت و کنترل را فراهم می‌کرد. بازیکنانی مانند ونوس ویلیامز، سرنا ویلیامز، ماریا شاراپووا و آندره آغاسی از این سکته تا بالاترین پتانسیل خود برای بردن بسیاری از گرندسلم‌ها استفاده کرده‌اند. دو دست به بازیکن قدرت بیشتری می‌دهد، بنابراین در ضربات متمرکز بر قدرت برتری برای بازیکن فراهم می‌کند. با این حال، یک دست از این جهت مفید است که می‌تواند یک ضربه برش ایجاد کند، با استفاده از چرخش پشتی روی توپ برای ایجاد یک پرش با مسیر کم. بازیکنی که مدت‌ها به‌عنوان بهترین بک هند در تمام دوران شناخته می‌شد، دان باج، در دهه‌های ۱۹۳۰ و ۱۹۴۰ یک ضربه بسیار قدرتمند با یک دست داشت که به توپ چرخش بالایی داشت. کن روزوال، بازیکن دیگری که به خاطر بک هند یک دستش مورد توجه قرار گرفت، در دهه‌های ۱۹۵۰ و ۱۹۶۰ از یک بک هند برش دقیق و مرگبار با underspin استفاده کرد. تعداد کمی از بازیکنان، به ویژه مونیکا سلس، از دو دست در دو طرف بک هند و فورهند استفاده می‌کنند.

## رگبار
یک رگبار در هوا قبل از پرش توپ انجام می‌شود، معمولاً در نزدیکی تور یا داخل خط سرویس. رگبارها شامل والی فورهند و والی بک هند است و معمولاً با یک حرکت مشت زنی با مچ سفت برای ضربه زدن به توپ در محوطه باز زمین حریف ساخته می‌شوند. نیمه رگبار با ضربه زدن به توپ در حالت صعود درست پس از پرتاب آن، بار دیگر به‌طور کلی در مجاورت تور انجام می‌شود. از یک موقعیت دفاعی ضعیف در خط پایه، لوب می‌تواند به عنوان یک سلاح تهاجمی یا دفاعی استفاده شود، توپ را در ارتفاعات و عمق زمین حریف اصابت کند تا لوبر (بازیکنی که به لوب ضربه می‌زند) بتواند در موقعیت دفاعی بهتری قرار گیرد. یا اینکه با زدن آن بر روی سر حریف امتیاز را به‌طور کامل کسب کنید. با این حال، اگر لوب به اندازه کافی به زمین دیگر ضربه نخورد، حریف ممکن است ضربه ای از بالای سر را بزند، ضربه ای محکم و سرویس مانند (از بالای سر بازیکن زده)، تا نقطه پایان یابد. در نهایت، اگر حریف در عمق زمین خود باشد، یک بازیکن ممکن است ناگهان یک ضربه دراپ غیرمنتظره به کار ببرد و به آرامی توپ را درست روی تور بزند تا حریف نتواند به اندازه کافی سریع وارد توپ شود تا آن را پس بگیرد.

## عکس‌های دیگر
«توینر» ضربه‌ای است که به ندرت استفاده می‌شود که در آن بازیکن توپ را بین پاهای خود می‌کوبد، معمولاً پشتش رو به تور است. همچنین به عنوان شوت بین پاها یا گرن ویلی (پس از گیلرمو ویلاس، یک پیشگام اولیه) شناخته می‌شود، معمولاً زمانی انجام می‌شود که بازیکن باید برای بازیابی یک لوب بدود و زمانی برای برگشت به تور قبل از تلاش ندارد. بازگشت آنها این شات در دهه ۱۹۷۰ توسط گیلرمو ویلاس و یانیک نوح که هر دو ادعا می‌کردند آن را اختراع کرده‌اند، ساخته شد. بازیکنان بعدی که از آن استفاده کردند عبارتند از: ایلی نستاسه، بوریس بکر، گابریلا ساباتینی (که نسخه آن «ساباتوینی» نام داشت)، آندره آغاسی، راجر فدرر، رافائل نادال، نواک جوکوویچ و نیکلاس کیرگیوس که به محبوبیت این ضربه کمک کردند، شات‌های رو به جلو بین پاها نیز گاهی اوقات استفاده می‌شود. گاهی اوقات آنها را «پیچک جلو» می‌نامند.
«بوکورِست بَک فایِر» یک شوت رو به عقب است که معمولاً برای بازیابی لوب‌ها استفاده می‌شود. نویسنده تنیس، باد کالینز، آن را به افتخار بازیکن رومانیایی ایلی ناستاسه، که آن را محبوب کرد، نامگذاری کرد، ضربه دیگری که به ندرت استفاده می‌شود، شلیک از پشت است که همان‌طور که از نامش پیداست، با عبور دادن بازوی ترجیحی از پشت بدون تاب خوردن ضربه می‌زند. معمولاً در حالت ثابت ضربه می‌خورد و گاهی اوقات می‌توان از آن به عنوان شلیک رگبار استفاده کرد. تسلط بر آن چالش‌برانگیز است، زیرا پیش‌بینی اینکه توپ ممکن است به راکت برخورد کند، دشوار است. زدن دقیق توپ به محل مورد نظر نیز بسیار سخت است.
«بوکورِست بَک فایِر» که توسط جیمی کانرز به نمایش گذاشته شده است. این شامل ضربه زدن به «بوکورِست بَک فایِر» در حین پرش است، به منظور بازیابی لپ‌ها زودتر، با توجه به دسترسی عمودی اضافی ارائه شده توسط پرش. بازیکنی که آن ضربه را انجام می‌دهد ممکن است در نهایت یک چرخش کامل ۳۶۰ درجه انجام دهد. راجر فدرر و اغلب رافائل نادال برای انجام این ضربه، حتی در طول مسابقات رسمی برای دومی، شناخته شده‌اند.